# Witalij Szewczenko
Witalij Wiktorowicz Szewczenko (ros. Виталий Викторович Шевченко, ur. 2 października 1951 w Baku, Azerbejdżańska SRR) – rosyjski piłkarz, grający na pozycji napastnika, reprezentant Związku Radzieckiego, trener piłkarski.

## Kariera piłkarska

### Kariera klubowa
Wychowanek szkoły piłkarskiej Neftczi Baku, z której trafił następnie do pierwszego składu Neftczi. W klubie ze stolicy Azerbejdżanu grał do 1971. Okres gry w Baku był najlepszym w jego karierze. Od następnego sezonu bronił barw Dynama Kijów. W tym samym czasie doznał jednak kontuzji, a po rehabilitacji nie udało mu się wrócić do wysokiej formy. Mimo to kontynuował grę w piłkę, od 1975 w barwach Czernomorca Odessa, a pod koniec kariery w Lokomotiwie Moskwa. Swe największe klubowe sukcesy odniósł z Dynamem: Mistrzostwo ZSRR w 1974 i 1975 oraz Puchar ZSRR w 1974.

### Kariera reprezentacyjna
Kontuzja przerwała również rozpoczętą w 1970 karierę reprezentacyjną. Do 1972 rozegrał 13 meczów w barwach Sbornej, strzelił 4 bramki. Po kontuzji nie powrócił już do gry w reprezentacji.

## Kariera trenerska
Przez wiele lat pracował jako kierownik drużyny w Lokomotiwie Moskwa, by w 1992 wyjechać do Boliwii. W pierwszym sezonie pracy w Club Bolívar zdobył tytuł mistrzowski. Przez kilka kolejnych sezonów pracował w Izraelu, prowadząc Hapoel Beer Szewa i Hapoel Ironi Riszon le-Cijjon. Kolejne lata spędził w Rosji, szkoląc zawodników Urałmaszu Jekaterynburg, Gazowika-Gazpromu Iżewsk, Urałanu Elista, Torpeda Moskwa, Saturna Ramienskoje, FK Rostów i Tereku Grozny. Prowadził głównie zespoły ze środka tabeli lub broniące się przed spadkiem. Do tej pory najwięcej osiągnął jako szkoleniowiec Torpeda Moskwa, z którym w 2000 zajął 3. miejsce w rosyjskiej ekstraklasie. W 2005 pracował na Ukrainie jako trener Metałurha Donieck, a w 2007 został zatrudniony w Czornomorcu Odessa. 4 listopada 2008 podał się do dymisji. W 2010 objął stanowisko głównego trenera Rotoru Wołgograd.